# عزالملک مسبحی
محمّد بن ابوالقاسم مُسَبِّحی لقب‌گرفته به عزالملک (؟ - ۱۰۲۹م) تاریخ‌نگار، کاتب، فقیه اسماعیلی، اخترشناس و سیاستمدار فاطمی مصری حرانی‌اصل بود. أخبار قضاة مصر، أخبار مصر فی سنتین، النجوم، الأمثلة للدول المقبلة فی الحساب، القضایا الصابیة فی التنجیم، التلویح والتصریح فی معانی الشعر، أصناف الجماع از آثار اوست که بیشتر آن‌ها برجای نمانده‌است. از روی شهرت جدش، مُسَبِّح به مُسَبِّحی شهرت یافت.